# Perzsa melléknév
A perzsa melléknév mindig egyes számban áll, kivéve, ha főnévként szerepel. Sok melléknév határozóként is szerepelhet.
A melléknév lehet a mondat jelzői állítmánya és szerepelhet jelzős szerkezetben. Pl.: kelâs-e fârsi mofid ast: A perzsaóra hasznos; ketâb-e bozorg: nagy könyv.
Ha jelző, nem egyeztetjük a jelzettel (kivéve pár arab átvétel, pl.: ḥekmat-e kâmele, tökéletes bölcsesség: itt az arabban eredetileg nőnemű szóhoz egyeztetik a kâmel, tökéletes szót), és a jelzett után áll, ahhoz ezâféval kapcsolva (beszélt nyelvben előtte is állhat). Bővülhet határozószóval (ketab-e xeyli xob: nagyon jó könyv), ami kollokviálisban szintén bekerülhet a jelzett elé.

## Fokozása
A középfok jele -tar, a felsőfoké -tarin, pl: bozorg: nagy, bozorgtar: nagyobb, bozorgtarin: legnagyobb. A felsőfokú a többivel ellentétben megelőzi a jelzettet. Kivétel a xob (jó) fokozása: behtar (jobb), behtarin (legjobb). (Ez onnan ered, hogy a klasszikusban beh jelentette a jót.) A középfokú előtt is állhat határozószó: xeyli behtar: sokkal jobb; illetve fokozott melléknév is lehet jelző: Ali zudtar amad: Ali korábban jött.
Középfokú összehasonlító szerkezet kétféleképpen hozható létre: az vagy nesbat be segítségével:
- In ketâb qadimtar az ân ast. Ez a könyv régebbi, mint az.
- In ketâb nesbat be be ân qadimtar. Ez a könyv ahhoz képest régebbi.

Alapfokú összehasonlító szerkezet:
- In ketâb be qadim-i-ye ân ast. Ez a könyv olyan régi, mint az. (szó szerint: „olyan régiségben van”)

Felsőfoknál vagy egyes számban van a jelzett szó és nincs ezâfe közte és a jelző közt, vagy többes számban van és ezâféval kapcsolódik.
- zibâtarin xâne-ye Irân: Irán legszebb háza
- zibâtarin-e xânehâ-ye Irân: Irán házainak legszebbike (ha itt lemaradna az első ezâfe, „Irán legszebb házai” lenne a jelentés).